# 필리핀 농구 협회
필리핀 농구 협회(Philippine Basketball Association)는 1975년에 시작된 필리핀의 프로 농구 리그이며, 아시아 최초의 프로 농구 리그다. 현존하는 리그 중, NBA 다음인 세계에서 두 번째로 가장 오래된 프로 농구 리그다. 리그 경기 규정은 NBA와 FIBA 규정이 혼합돼있다.
최초의 경기는 1975년 4월 9일 케손시에 위치한 아라네타 콜리세움에서 열렸다,